# Schmelzspinnen
Schmelzspinnen (englisch melt spinning) ist ein Spinnverfahren für Synthesefasern, deren Ausgangsstoffe durch Schmelzen unter Luftabschluss verspinnbar gemacht werden können. Wegen seiner Wirtschaftlichkeit und Vielfalt an verarbeitbaren Polymeren ist es sehr verbreitet.   Gängige synthetische Polymere dafür sind solche mit Heteroketten (Polyester (speziell PET = Polyethylenterephthalat) und Polyamide) sowie einige mit Kohlenstoffketten wie z. B. Polypropylen.
Zu Schmelzspinnanlagen wird entweder das spinnfertig vorbereitete Polymergranulat (selten auch Pulver) in Extrudern aufgeschmolzen oder die Schmelze direkt vom Reaktor (Finisher) zu einer Kontinue-Polykondensationsanlage gefördert, was meist mit Zahnradförderpumpen erfolgt. Die Fadenbildungselemente bestehen im Allgemeinen aus Misch- und Homogenisierungselementen, Filtern, Dosierpumpen und Spinndüsen, die durch Hochdruckleitungen verbunden sind.
Die Polymerschmelze wird bei Temperaturen von 30 bis 60 °C über dem Schmelzpunkt des eingesetzten Polymers durch die Spinndüsen gepresst. Bei Einsatz einer Spinndüse mit nur einer Düsenbohrung zumeist größeren Durchmessers entsteht ein sogenanntes Monofil, bei Spinndüsen mit mehreren Düsenlöchern ein Multifilament. Mit dem Bikomponentenschmelzspinnverfahren ist es möglich, mehrere Polymere in definierter Geometrie in einem Filament zu kombinieren. Ein stabiles Schmelzspinnverfahren erfordert ein günstiges Fließverhalten des aufgeschmolzenen Polymers. Die eingesetzten Polymere sind im Regelfall linear aufgebaut und dürfen sich in ihrem Molekulargewicht (Kettenlänge) nicht zu sehr unterscheiden.
Nach dem Austreten aus der Düse werden die Fasern gekühlt und mit Walzen abgezogen. Typische Abzugs- und Aufwickelgeschwindigkeiten betragen je nach Garnart 3000 bis 5000 m/min, in Spezialfällen sogar bis 10 000 m/min. Der Massendurchsatz ist damit um Größenordnungen höher als beim Lösungsspinnen. Durch das mehr oder weniger schnelles Abziehen und die Verwendung von mehreren unterschiedlich schnell drehenden Walzen kann die Faser kontrolliert verstreckt werden. Dabei werden die Polymerketten teilweise in Faserrichtung orientiert. In Kombination mit den verwendeten Temperaturen kann dabei auch das Verhältnis von amorphen und kristallinen Teilbereichen in der Faser variiert werden. Mit steigender Abzugsgeschwindigkeit verbessert sich die Orientierung der Polymerketten. Man unterscheidet daraufhin in folgenden Produktbezeichnungen: low oriented yarn (LOY), medium oriented yarn (MOY), partially oriented yarn (POY), high oriented yarn (HOY), fully oriented yarn (FOY).
Nach dem Verstrecken werden die Fasern an der Luft abgekühlt und schließlich zu Filamentgarnen gebündelt und aufgewickelt oder in Kannen abgelegt.